# Comparativo e superlativo degli aggettivi latini
In latino il comparativo e il superlativo hanno grosso modo gli stessi significati e usi dell'italiano. Essi, infatti, indicano rispettivamente: un paragone tra due elementi che presentano la qualità indicata dall'aggettivo; una qualità al massimo grado, a confronto o meno con il resto degli elementi che presentano la qualità indicata dall'aggettivo.

## Comparativo di minoranza e di uguaglianza
In latino il comparativo di minoranza e il comparativo di uguaglianza hanno forma analitica o perifrastica, vale a dire si formano mediante più parole, proprio come in italiano. Infatti il comparativo di minoranza si forma con l'avverbio minus e l'aggettivo di grado positivo (minus pulcher, "meno bello"), mentre il comparativo di uguaglianza si forma premettendo gli avverbi sic ("così") o tam ("tanto") all'aggettivo di grado positivo (tam pulcher, "tanto bello"). Il secondo termine di paragone è introdotto da quam (= che, di quanto).

## Comparativo di maggioranza
In latino solitamente il comparativo di maggioranza, a differenza che in italiano, ha forma sintetica, vale a dire utilizza una sola parola: laddove in italiano si dice "più bello", in latino si dice pulchrior.

Infatti si aggiunge il suffisso -ior/-ius (da *-ios con conseguente rotacismo della liquida in posizione intervocalica) al tema dell'aggettivo di grado positivo, ricavabile togliendone l'uscita del genitivo singolare maschile -i per gli aggettivi di prima classe, -is per gli aggettivi di seconda classe.
I comparativi di maggioranza in latino hanno declinazione analoga ai temi in consonante della terza declinazione, vale a dire il cosiddetto primo gruppo, quello degli imparisillabi. Essi dunque hanno:
- - –e all'ablativo singolare.
  - –em all'accusativo singolare maschile e femminile.
  - –um al genitivo plurale.
  - –a nei casi retti del neutro plurale.

| Casi       | Maschile/Femminile singolare | Neutro singolare |
| ---------- | ---------------------------- | ---------------- |
| Nominativo | brevior                      | brevius          |
| Genitivo   | brevioris                    | brevioris        |
| Dativo     | breviori                     | breviori         |
| Accusativo | breviorem                    | brevius          |
| Vocativo   | brevior                      | brevius          |
| Ablativo   | breviore                     | breviore         |
| Caso       | Maschile/Femminile plurale   | Neutro plurale   |
| Nominativo | breviores                    | breviora         |
| Genitivo   | breviorum                    | breviorum        |
| Dativo     | breviorĭbus                  | breviorĭbus      |
| Accusativo | breviores                    | breviora         |
| Vocativo   | breviores                    | breviora         |
| Ablativo   | breviorĭbus                  | breviorĭbus      |

## Superlativo
È molto simile al superlativo italiano, esso si costruisce nel seguente modo (esempio con longus/longa/longum (lungo) e brevis, breve (breve)): Longissimus/ Longissima/ Longissimum; brevissimus / brevissima / brevissimum. Si aggiunge quindi il suffisso - issimus, issima, issimum al tema del grado positivo dell'aggettivo.
In latino il superlativo assoluto si può formare anche premettendo all'aggettivo di grado positivo i prefissi per o prae: perfacilis, pergratus, praeclarus, praedives, ecc. Tale uso però non è frequente.

## Comparativi e superlativi di formazione irregolare
-Gli aggettivi con il nominativo maschile in -er formano il comparativo in modo regolare, mentre il superlativo in -errimus, -errima, -errimum:
• pulcher, a, um - (bello)  — pulchr-ior /pulchr-ius  —  pulch-errimus, a, um
• acer, is, e, - (acre, accanito, acuto)  — acr-ior /acr-ius  —  ac-errimus,a , um
• asper, aspera, asperum - (aspro)  —  asper-ior/ asper-ius — asp-errimus, a, um
• miser, a, um - (misero) -  miser-ior /miser-ius - miserrimus, a , um

- I sei aggettivi della II classe uscenti al nominativo maschile in -ilis formano il superlativo in -illimus, -illima, illimum. Il comparativo è regolare:
• facilis, facile — (facile)-  facil-ior/  facil-ius  — fac-illimus, a, um
• difficilis, e -  (difficile)  —  difficil-ior/ difficil-ius  —  diffic-illimus, a, um
• similis, e -  (simile)  —  simil-ior/ simil-ius  —  sim-illimus, a, um
• dissimilis, e - (dissimile) - dissimil-ior/  dissimil-ius - dissimillimus, a, um
• humilis, e - (umile) - humil-ior/ humil-ius - humillimus,a , um
• gracilis, e - (gracile) - gracil-ior/ gracil-ius- gracillimus, a, um.
Gli aggettivi in -dicus, -ficus, - vŏlus aggiungono al tema la terminazione -entior, -entius per il comparativo, ed -entissimus, - entiissima, -entiissimum. 
• malèdicus - (maledico) - maledicentior / maledicentius - maledicentissimus, a, um
• benèficus - (benefico) - beneficentior/ beneficentius - beneficentissimus, a, um
• benèvolus - (benevolo) - benevolentior/  benevolentius - benevolentissimus, a, um.
Gli aggettivi in -eus, -ius e -uus (non però quelli in -quus che sono regolari) formano il comparativo e il superlativo mediante una forma perifrastica, premettendo al positivo l'avverbio magis per comparativo e maxime per il superlativo. 
Ad esempio:
• idoneus - (idoneo) - magis idoneus - maxime idoneus
• necessarius - (necessario) - magis necessarius - maxime necessarius
• arduus - (arduo) - magis arduus - maxime arduus.
Formano il comparativo e il superlativo da temi o da radici diverse i seguenti aggettivi:
• bonus,a, um- (buono) - melior/ melius (comparativo) - optimus, a, um (superlativo)
•malus, a, um (cattivo) - peior/ peius (comparativo) - peximus, a, um (superlativo)
• parvus, a , um - (piccolo) - minor/ minus (comparativo) - minimus, a, um (superlativo)
• magnus,a, um - (grande) - maior/ maius (comparativo) - maximus, a, um (superlativo)
• multus,a, um - (molto) - plus (comparativo) - plurimus, a, um (superlativo)

## Aggettivi difettivi
Si tratta di aggettivi che mancano del positivo e formano per lo più il comparativo e il superlativo dal tema di una preposizione o di una voce inusitata.
Si riportano di seguito le preposizioni con il comparativo e il superlativo:
• ante (davanti) - anterior (anteriore) - (manca il superlativo)
• post (dopo) - posterior (posteriore) - postremus (ultimo)
• supra (sopra) - superior (superiore) - supremus (supremo) e summus (sommo)
• infra (sotto) - inferior (inferiore) - infimus o imus (infimo)
• intra (dentro) - interior (interiore) - intimus (intimo)
• extra (fuori) - exterior (esteriore) - extremus (estremo)
• prae (dinanzi) - prior (primo [tra due]) - primus (primo [tra molti])
• prope (vicino) - propior (più vicino) - proximus (prossimo)
• citra (di qua) - citerior (più al di qua) - citimus (il più al di qua)
• ultra (al di là) - ulterior (ulteriore) - ultimus (ultimo)
• radice oc - ocior (più veloce) - ocisssimus (velocissimo)
• radice det - deterior (meno buono) - deterrimus (il peggiore)
• radice pot - potior (preferibile) - potissimus (il migliore).
Mancano di comparativo gli aggettivi falsus (superlativo falsissimus), fidus (superlativo fidissimus), novus (superlativo novissimus) e pochi altri. Il comparativo di essi si forma perifrasticamente mediante magis....quam. (Es.: Nullum animal magis fidum est quam canis).

## Comparativo assoluto
Il comparativo può talvolta essere usato assolutamente, cioè senza termini di confronto: in tal caso il comparativo si esprime in italiano col positivo, preceduto da "troppo, alquanto, piuttosto, un poco".
Esempio. Senectus est naturā loquacior (Cicerone) = La vecchiaia è per sua natura un po' ciarliera.

## Comparativo rafforzato
Davanti a comparativi il nome o l'avverbio, che indica quanto una cosa superi o sia inferiore ad un'altra, prende la terminazione ablativale "o" (un "ablativo di misura"): multo maior; aliquanto minor; paulo post; nihilo minus (nulla di meno); dimidio minor (della metà più piccolo), ecc.; e così pure le correlative tanto....quanto oppure eo....quanto (tanto più.....quanto più).

## Sintassi del comparativo
La comparazione tra due termini in latino è costruita in questo modo:
```
aggettivo del primo termine al grado comparativo e secondo termine di paragone in ablativo;
```

Esempio:
- Marco è migliore di Cesare
- Marcus melior est Caesare.
Una forma alternativa è la seguente.
```
aggettivo al grado comparativo, quam e secondo termine di paragone nel medesimo caso del primo.
```

Esempio
-Marco è meglio di Cesare
-Marcus melior est quam Caesar.
Il comparativo di minoranza si costruisce nel modo seguente:
minus+ aggettivo al grado positivo+ quam+ secondo termine di paragone nel medesimo caso del primo.
Esempio:
-Quella ragazza è meno bella di sua madre.
- Illa puella minus pulchra est quam sua mater est.

## Sintassi del superlativo
Esistono due tipi di superlativo; 
relativo e assoluto: 
- relativo se la qualità di un determinato soggetto è espressa in relazione ad un determinato gruppo di persone o cose.
Esempio:
-Cicerone è il più illustre tra i romani.
-Cicero illustrissimus est omnium Romanorum.
Invece, nel momento in cui il superlativo riferito a Cicerone, non è valido entro un determinato gruppo, si tratterà di un superlativo assoluto.
Esempio:
Cicero illustrissimus est
Quindi è abbastanza evidente che la sintassi del superlativo in latino, segue pressoché le stesse regole che segue il superlativo in italiano.